# ورزشکاران مستقل المپیک در المپیک
ورزشکاران به دلایل مختلف از جمله انتقال سیاسی، تحریم‌های بین‌المللی، تعلیق کمیته‌های ملی المپیک و دلسوزی به عنوان ورزشکاران مستقل المپیک در بازی‌های المپیک شرکت کرده‌اند. ورزشکاران مستقل از مقدونیه، تیمور شرقی، سودان جنوبی و کوراسائو به دلیل تغییرات ژئوپلیتیکی در سال‌های قبل از المپیک، عده‌ای از جمهوری فدرال یوگسلاوی (مونته‌نگرو و صربستان کنونی) در نتیجه تحریم‌های بین‌المللی، عده‌ای از هند و کویت به دلیل تعلیق کمیته ملی المپیک خود و عده‌ای هم از روسیه به دلیل نقض گسترده قوانین ضد دوپینگ به این تیم آمدند.
در المپیک ۱۹۹۲ و ۲۰۱۶، هر دو بار در تیراندازی، مدال‌های المپیک این تیم کسب شد. قوانین نام‌گذاری و کد کشور برای این ورزشکاران مستقل نامتناقض نبوده‌است. ورزشکاران مستقل پارالمپیک نیز با همان دلایل ورزشکاران مستقل المپیک در قالب این تیم در بازی‌های پارالمپیک شرکت کردند.

## زمینه
قبل از بازی‌های بین‌المللی ۱۹۰۶، ورود به تیم‌هایی که توسط کمیته‌های ملی المپیک (NOC) نامزد شده بودند، محدود نبود. تیم‌های مختلط در برخی مسابقات تیمی به رقابت پرداختند.
بازی‌های المپیک زمستانی ۱۹۴۰ در بهار ۱۹۳۹ به گارمیش-پارتنکیرشن واگذار شد. همزمان با ادعاهای آلمان نازی در مورد چکسلواکی، برگزارکنندگان از به رسمیت شناختن کمیته المپیک چکسلواکی خودداری کردند. با این حال آنها آماده بودند تا به ورزشکاران این کشور اجازه دهند تا زیر پرچم المپیک شرکت کنند. در هر صورت، بازی‌ها به دلیل جنگ جهانی دوم لغو شد.
در جنگ سرد، برخی از ورزشکارانی که از کشورهای اروپای کمونیستی مهاجرت کردند، نتوانستند در المپیک شرکت کنند، زیرا کمیته المپیک کشور اصلی آنها نه آنها را در تیم خود می‌خواست و نه به آنها اجازه انتقال ملیت را می‌داد. برخی در سال‌های ۱۹۵۲ و ۱۹۵۶ برای رقابت به عنوان انفرادی درخواست دادند، اما رد شد.
زمانی که گویان به تحریم المپیک ۱۹۷۶ پیوست، جیمز گیلکز دونده آن از کمیته بین‌المللی المپیک خواست تا به صورت انفرادی در مسابقات شرکت کند، اما با آن مخالفت شد.
کمیته بین‌المللی المپیک برای اولین بار شرایطی را برای ورزشکاران فراهم کرد تا در المپیک تابستانی ۱۹۸۰ در مسکو تحت پرچم المپیک شرکت کنند. برخی از کمیته‌های ملی المپیک، عمدتاً از اروپای غربی، علیرغم حمایت دولت‌هایشان از تحریم آمریکا در اعتراض به تهاجم شوروی به افغانستان، مایل به شرکت در بازی‌ها بودند. کمیته ملی المپیک در استفاده از نمادهای ملی بدون تأیید دولت تردید داشت، بنابراین کمیته بین‌المللی المپیک این الزام را کاهش داد: ۱۴ کمیته ملی المپیک با پرچم المپیک رقابت می‌کردند، در حالی که سه کمیته ملی المپیک نیوزلند، اسپانیا و پرتغال، زیر پرچم کمیته ملی المپیک مربوط به خود به رقابت پرداختند.

## المپیک تابستانی و زمستانی ۱۹۹۲

### شرکت‌کنندگان مستقل المپیک
در طول بازی‌های المپیک تابستانی ۱۹۹۲، ورزشکارانی از جمهوری فدرال یوگسلاوی و جمهوری مقدونیه به عنوان شرکت‌کنندگان مستقل المپیک به رقابت پرداختند. ورزشکاران مقدونیه نمی‌توانستند زیر پرچم خود رقابت کنند زیرا کمیته ملی المپیک آنها تشکیل نشده بود. جمهوری فدرال یوگسلاوی (صربستان و مونته‌نگرو) تحت تحریم‌های سازمان ملل بود که این کشور را از شرکت در بازی‌های المپیک منع کرد. با این حال، هر یک از ورزشکاران یوگسلاوی اجازه داشتند به عنوان شرکت‌کنندگان مستقل المپیک شرکت کنند. ۵۸ ورزشکار به عنوان شرکت‌کنندگان مستقل المپیک با هم رقابت کردند و سه مدال کسب کردند.
| مدال | نام              | ملیت                  | بازی‌ها | ورزش      | رویدادها                 |
| ---- | ---------------- | --------------------- | ------ | --------- | ------------------------ |
| نقره | یاسنا شکاریچ     | جمهوری فدرال یوگسلاوی | ۱۹۹۲   | تیراندازی | ۱۰ متر تپانچه بادی زنان  |
| برنز | آرانکا بیندر     | جمهوری فدرال یوگسلاوی | ۱۹۹۲   | تیراندازی | ۱۰ متر تفنگ بادی زنان    |
| برنز | استوان پلتیکوسیچ | جمهوری فدرال یوگسلاوی | ۱۹۹۲   | تیراندازی | ۵۰ متر تفنگ درازکش مردان |

### تیم متحد
ورزشکاران اتحاد جماهیر شوروی سابق (به جز کشورهای بالتیک) تحت پرچم المپیک در المپیک زمستانی ۱۹۹۲ و المپیک تابستانی ۱۹۹۲ به عنوان یک تیم متحد شرکت کردند.

## المپیک تابستانی ۲۰۰۰
در بازی‌های المپیک تابستانی ۲۰۰۰، چهار ورزشکار از تیمور شرقی به عنوان ورزشکاران انفرادی المپیک در طول انتقال کشور به استقلال شرکت کردند.

## المپیک تابستانی ۲۰۱۲
چهار ورزشکار به عنوان ورزشکاران مستقل المپیک در بازی‌های المپیک تابستانی ۲۰۱۲ شرکت کردند.
پس از انحلال آنتیل هلند و پس از آن خروج کمیته ملی المپیک این کشور، سه ورزشکار از این کشور که به بازی‌ها راه یافته بودند، اجازه یافتند به‌طور مستقل در مسابقات شرکت کنند. چند نفر دیگر برای آروبا یا هلند رقابت کردند.
کمیته ملی المپیک سودان جنوبی در فاصله زمانی بین تشکیل این کشور و مسابقات مقدماتی المپیک ۲۰۱۲ ایجاد نشد. یک ورزشکار از سودان جنوبی به نام گور ماریال به بازی‌ها راه یافت و اجازه یافت به عنوان یک ورزشکار مستقل در مسابقات شرکت کند.
ورزشکاران کویت در اصل اجازه داشتند به عنوان ورزشکاران مستقل المپیک نیز شرکت کنند، زیرا کمیته ملی المپیک آنها به حالت تعلیق درآمده بود. با این حال، کمیته ملی المپیک دوباره برقرار شد و به ورزشکاران اجازه داد تا با پرچم خودشان رقابت کنند. ورزشکاران کویت در المپیک تابستانی جوانان ۲۰۱۰ و بازی‌های آسیایی ۲۰۱۰ با پرچم المپیک شرکت کردند.

## المپیک زمستانی ۲۰۱۴
اتحادیه المپیک هند در دسامبر ۲۰۱۲ به دلیل مشکلاتی در روند انتخابات خود توسط کمیته بین‌المللی المپیک تعلیق شد. انتخابات جدید در ۹ فوریه ۲۰۱۴، دو روز پس از شروع بازی‌های المپیک زمستانی ۲۰۱۴ برنامه‌ریزی شد؛ بنابراین، سه ورزشکار هندی که به این بازی‌ها راه یافته بودند، قرار بود به عنوان شرکت‌کنندگان مستقل المپیک در این رقابت‌ها شرکت کنند.
شیوا کشاوان در ۸ و ۹ فوریه در مسابقات لژسواری شرکت کرد و مقام ۳۸ را کسب کرد. او در نهایت تنها ورزشکاری بود که به‌طور رسمی به عنوان یک شرکت‌کننده مستقل المپیک شرکت کرد.
در ۱۱ فوریه ۲۰۱۴، کمیته بین‌المللی المپیک پس از رای‌گیری نارایان راماچاندران، رئیس فدراسیون جهانی اسکواش، به عنوان رئیس جدید اتحادیه المپیک هند، اتحادیه المپیک هند را احیا کرد و به دو ورزشکار باقیمانده اجازه داد تا زیر پرچم هند به رقابت بپردازند. به عنوان ورزشکاران مستقل این اولین باری بود که در زمان برگزاری بازی‌های المپیک، چنین بازگشتی برای یک کمیته ملی المپیک رخ داد.

## المپیک تابستانی ۲۰۱۶
ورزشکاران کویتی به صورت مستقل به رقابت پرداختند، زیرا کمیته المپیک کویت توسط کمیته بین‌المللی المپیک به دلیل دخالت دولت تعلیق شد. این دومین تعلیق در پنج سال گذشته بود. اولین تعلیق باعث شد که ورزشکاران کویتی مجبور شوند تحت پرچم المپیک به عنوان ورزشکاران کویت برای بازی‌های آسیایی ۲۰۱۰ شرکت کنند. فهد الدیهانی اولین ورزشکار مستقل المپیک شد که مدال طلا گرفت. مانند مدال‌آوران طلای تیم متحد در بازی‌های المپیک تابستانی و زمستانی ۱۹۹۲، سرود المپیک در مراسم اهدای مدال برای آنها پخش شد.
پناهندگان نیز اجازه داشتند در بازی‌های المپیک تابستانی ۲۰۱۶ با پرچم المپیک تحت عنوان تیم پناهندگان المپیک شرکت کنند. برای این تیم ده ورزشکار از چهار کشور به رقابت پرداختند.
به دلیل دوپینگ گسترده تحت کنترل دولت در روسیه، اتحادیه بین‌المللی فدراسیون‌های دو و میدانی، فدراسیون دو و میدانی روسیه را در نوامبر ۲۰۱۵ به حالت تعلیق درآورد. در نتیجه، هیچ ورزشکار دو و میدانی روسی نمی‌توانست در مسابقات بین‌المللی، از جمله المپیک ۲۰۱۶، تا زمانی که این تعلیق لغو نشود، شرکت کند. اتحادیه بین‌المللی فدراسیون‌های دو و میدانی مسیری را برای ورزشکارانی که خارج از سیستم روسیه تمرین می‌کنند و می‌توانند خود را پاک نشان دهند و همچنین کسانی که در مبارزه با دوپینگ کمک کرده‌اند، اعلام کرد تا به عنوان ورزشکاران بی‌طرف در المپیک ۲۰۱۶ شرکت کنند. دو ورزشکار، داریا کلیشینا و یولیا استپانووا به عنوان اولین ورزشکاران مستقل انتخاب شدند.
اگرچه یولیا استپانووا به دلیل افشاگری‌هایش در خصوص برنامه دوپینگ سیستمی روسیه و به رسمیت شناختن «مشارکتش در حمایت و ارتقای ورزشکاران پاک» توسط کمیته بین‌المللی المپیک از سوی اتحادیه بین‌المللی فدراسیون‌های دو و میدانی انتخاب شد، اما در راستای تصمیم برای محرومیت همه ورزشکاران روسی، از سوی کمیته بین‌المللی المپیک محروم شد. با محکومیت‌های قبلی دوپینگ کمیته بین‌المللی المپیک همچنین این پیشنهاد را رد کرد که ورزشکاران «بی‌طرف» می‌توانند خارج از گزینش ملی رقابت کنند. کلیشینا متعاقباً تأیید شد که با رنگ‌های پرچم روسیه رقابت می‌کند، تنها شرکت‌کننده آنها در دو و میدانی در المپیک ۲۰۱۶.
| مدال | نام             | ملیت | بازی‌ها | ورزش      | رویداد            |
| ---- | --------------- | ---- | ------ | --------- | ----------------- |
| طلا  | فهد الدیهانی    | کویت | ۲۰۱۶   | تیراندازی | تراپ دوتایی مردان |
| برنز | عبدالله الرشیدی | کویت | ۲۰۱۶   | تیراندازی | اسکیت مردان       |

## المپیک زمستانی ۲۰۱۸
در ۵ دسامبر ۲۰۱۷، کمیته بین‌المللی المپیک اعلام کرد که روسیه از بازی‌های المپیک زمستانی ۲۰۱۸ به دلیل برنامه دوپینگ تحت حمایت دولت محروم می‌شود. ورزشکاران روسی در صورتی که توسط هیئتی به ریاست والری فورنیرون و نمایندگانی از کمیته بین‌المللی المپیک، آژانس جهانی مبارزه با دوپینگ و واحد دوپینگ اتحادیه جهانی فدراسیون‌های ورزشی تأیید شوند، مجاز به شرکت تحت پرچم المپیک به عنوان "ورزشکاران المپیک روسیه" (OAR) هستند.
| مدال | نام | ملیت  | بازی‌ها | ورزش                  | رویداد                      |
| ---- | --- | ----- | ------ | --------------------- | --------------------------- |
| طلا  | آلینا زاگیتووا | روسیه | ۲۰۱۸   | اسکیت نمایشی          | انفرادی زنان                |
| طلا  | - سرگی آندرونوف - الکساندر بارابانوف - پاول داتسوک - ولادیسلاوف گاوریکوف - میخائیل گریگونکو - نیکیتا گوسف - ایلیا کابلوکوف - سرگی کالینین - کیریل کاپریزوف - بوگدان کیسلویچ - واسیلی کوشچکین - ایلیا کووالچوک - الکسی مارچنکو - سرگی موزیاکین - نیکیتا نستروف - نیکولای پروخورکین - ایگور شستیورکین - وادیم شیپاچیوف - سرگی شیروکوف - ایلیا سوروکین - ایوان تلگین - ویاچسلاف ووینوف - ایگور یاکوفلف - آرتیوم زوب - آندری زوبارف | روسیه | ۲۰۱۸   | هاکی روی یخ           | مسابقات مردان               |
| نقره | - میخائیل کولیادا - یوگنیا مدودوا - آلینا زاگیتوا - اوگنیا تاراسووا - ولادیمیر موروزوف - ناتالیا زابیاکو - الکساندر انبرت - اکاترینا بوبرووا - دمیتری سولوویف | روسیه | ۲۰۱۸   | اسکیت نمایشی          | رویداد تیمی                 |
| نقره | نیکیتا ترگوبوف | روسیه | ۲۰۱۸   | اسکلتون               | مردان                       |
| نقره | - الکساندر بولشونوف - الکسی چرووتکین - آندری لارکوف - دنیس اسپیتسوف | روسیه | ۲۰۱۸   | اسکی صحرانوردی        | ۴ × ۱۰ کیلومتر امدادی مردان |
| نقره | - الکساندر بولشونوف - دنیس اسپیتسوف | روسیه | ۲۰۱۸   | اسکی صحرانوردی        | سرعتی تیمی مردان            |
| نقره | اوگنیا مدودوا | روسیه | ۲۰۱۸   | اسکیت نمایشی          | انفرادی زنان                |
| نقره | الکساندر بولشونوف | روسیه | ۲۰۱۸   | اسکی صحرانوردی        | ۵۰ کیلومتر کلاسیک مردان     |
| برنز | سمیون الیستراتوف | روسیه | ۲۰۱۸   | اسکیت سرعت مسیر کوتاه | اسکیت سرعتی مسیر کوتاه      |
| برنز | یولیا استوپاک | روسیه | ۲۰۱۸   | اسکی صحرانوردی        | سرعتی زنان                  |
| برنز | الکساندر بولشونوف | روسیه | ۲۰۱۸   | اسکی صحرانوردی        | سرعتی مردان                 |
| برنز | دنیس اسپیتسوف | روسیه | ۲۰۱۸   | اسکی صحرانوردی        | ۱۵ کیلومتر آزاد مردان       |
| برنز | ناتالیا وورونینا | روسیه | ۲۰۱۸   | اسکیت سرعت            | ۵۰۰۰ متر زنان               |
| برنز | - یولیا استوپاک - آنا نچایوسکایا - ناتالیا نیپریایوا - آناستازیا کولشوا | روسیه | ۲۰۱۸   | اسکی صحرانوردی        | ۴ × ۵ کیلومتر امدادی زنان   |
| برنز | ایلیا بوروف | روسیه | ۲۰۱۸   | اسکی نمایشی           | هوایی مردان                 |
| برنز | سرگئی ریجک | روسیه | ۲۰۱۸   | اسکی نمایشی           | اسکی کراس مردان             |
| برنز | آندری لارکوف | روسیه | ۲۰۱۸   | اسکی صحرانوردی        | ۵۰ کیلومتر کلاسیک مردان     |

## المپیک تابستانی ۲۰۲۰
تیم پناهندگان المپیک در بازی‌های المپیک تابستانی ۲۰۲۰ در توکیو ژاپن به عنوان شرکت‌کنندگان مستقل المپیک شرکت کرد. ۲۹ ورزشکار از ۱۲ رشته ورزشی و ۱۸ کشور برای این تیم به رقابت پرداختند. کد آی‌اوسی به مخفف فرانسوی "EOR" تغییر یافت که مخفف Équipe olympique des réfugiés است.
پس از تصمیم آژانس جهانی مبارزه با دوپینگ، اعلام شد که روسیه با نام اختصاری "ROC" برگرفته از کلمه کمیته المپیک روسیه در مسابقات شرکت خواهد کرد و اعلام شد که پرچم روسیه با پرچم کمیته المپیک روسیه جایگزین خواهد شد. همچنین مجاز به استفاده از لباس‌های تیمی با رنگ‌های پرچم روسیه، آرم کمیته المپیک روسیه و با نام اختصاری ROC است.